# Jérémie Blain
Jérémie Ouellet-Blain (* 19. März 1992 in Longueuil, Québec) ist ein kanadischer Eishockeyspieler, der seit Mai 2020 beim Mountfield HK aus der tschechischen Extraliga unter Vertrag steht und dort auf der Position des Verteidigers spielt. Zuvor war Blain bereits für den HC Sparta Prag in der Extraliga aktiv und verbrachte jeweils eine Spielzeit beim EC VSV sowie HC Innsbruck in der österreichischen Erste Bank Eishockey Liga (EBEL). Sein älterer Bruder Luc-Olivier Blain war ebenfalls professioneller Eishockeyspieler.

## Karriere
Jérémie Blain wurde im Sommer 2008 beim Entry Draft der Ligue de hockey junior majeur du Québec (QMJHL) in der zweiten Runde an 27. Position von den Tigres de Victoriaville ausgewählt und spielte in seiner Rookiesaison für die Tigres sowie die Titan d’Acadie-Bathurst. In der 2009/10 konnte er als Assistenzkapitän für die Titans sechs Tore und 36 Assists in 69 Spielen erreichen und wurde damit punktstärkster Verteidiger der Mannschaft. Im Verlauf der Spielzeit 2010/11 verpasste er aufgrund einer Fußverletzung 28 Spiele, konnte aber mit 41 Punkten in 44 Spielen erneut stärkster Verteidiger der Titans werden und erzielte zudem eine Plus/Minus-Bilanz von +17. Beim NHL Entry Draft 2010 wurde Blain in der vierten Runde an 91. Stelle von den Edmonton Oilers aus der National Hockey League (NHL) gezogen, spielte aber nie für die Organisation. Das Spieljahr 2011/12 begann er wieder bei den Titans und schaffte 24 Punkte sowie eine Plus/Minus-Bilanz von +7 in 29 Partien. Im Januar 2012 wechselte er zurück zu den Tigres und überzeugte auch dort mit 26 Punkten und einer +25 bei 29 Einsätzen. Bis zu ihrem Ausscheiden in den Playoffs waren die Tigres die torgefährlichste Mannschaft der Liga. Da er von den Oilers keinen Vertrag erhalten hatte, trat er in den NHL Entry Draft 2012 ein, wurde dort aber nicht mehr gewählt.
Die Saison 2012/13 startete er bei den Chicago Wolves in der American Hockey League (AHL) und schaffte vier Punkte bei 25 Einsätzen, beendete die Saison aber bei den Idaho Steelheads in der ECHL. Dort erzielte er 31 Punkte bei 47 Einsätzen. Im Juli 2013 unterzeichnete er als Free Agent einen auf drei Jahre befristeten NHL-Einstiegsvertrag bei den Vancouver Canucks. In den beiden folgenden Spielzeiten spielte er abwechselnd für das Vancouver-Farmteams Utica Comets in der AHL und Kalamazoo Wings in der ECHL. Für die Comets kam er auf nur zwanzig Einsätze mit vier Punkten, während er für die Wings 46 Punkte in 71 Partien erzielte. Die Saison 2015/16 bestritt der Franko-Kanadier wieder für die Chicago Wolves in der AHL und Brampton Beast in der ECHL. Er kam zusammen auf 52 Einsätze mit fünf Toren und 22 Assists.
Im November 2016 unterzeichnete Blain einen Vertrag beim österreichischen Verein EC VSV aus der Erste Bank Eishockey Liga (EBEL), wo er den ausgeschiedenen Verteidiger Mikko Jokela ersetzte. Ab April 2017 stand er beim Ligakonkurrenten HC Innsbruck unter Vertrag, ehe er im Mai 2018 von einer Ausstiegsklausel seines Vertrages Gebrauch machte und zum tschechischen Klub HC Sparta Prag in die tschechische Extraliga wechselte. Beim Hauptstadtverein absolvierte der Abwehrspieler zwei Spielzeiten, ehe er im Sommer 2020 innerhalb des tschechischen Eishockey-Oberhauses zum Mountfield HK. Mit dem Team aus Hradec Králové erreichte er im Frühjahr 2023 das Playoff-Finale der nationalen Meisterschaft und wurde Vizemeister.

### International
Auf internationaler Ebene nahm Blain im Juniorenbereich mit einer U17-Auswahl seiner Heimatprovinz Québec an der World U-17 Hockey Challenge 2009 teil. Dabei belegte das Team den fünften Platz. Der Verteidiger blieb in fünf Spielen punktlos und erhielt vier Strafminuten.

## Erfolge und Auszeichnungen
- 2023 Tschechischer Vizemeister mit dem Mountfield HK

## Karrierestatistik
Stand: Ende der Saison 2023/24

### International
Vertrat Kanada bei:
- World U-17 Hockey Challenge 2009

(Legende zur Spielerstatistik: Sp oder GP = absolvierte Spiele; T oder G = erzielte Tore; V oder A = erzielte Assists; Pkt oder Pts = erzielte Scorerpunkte; SM oder PIM = erhaltene Strafminuten; +/− = Plus/Minus-Bilanz; PP = erzielte Überzahltore; SH = erzielte Unterzahltore; GW = erzielte Siegtore; 1 Play-downs/Relegation; Kursiv: Statistik nicht vollständig)